# Congos
Os congos (também Bakongo, singular: Mukongo ou M'kongo; em quicongo: Bisi Kongo, EsiKongo, singular: Musi Kongo) são um povo banto definido principalmente como os falantes do quicongo. Subgrupos incluem os beembes, buendes, vilis, sundis, iombes, dondos, laaris e outros.
Vivem ao longo da costa atlântica da África Central, região que no século XV formava o centralizado Reino do Congo, hoje parte de três países. Suas maiores concentrações estão ao sul de Pointe-Noire, no Congo-Brazavile; a sudoeste do lago Malebo e oeste do rio Cuango, no Congo-Quinxassa; ao norte de Luanda, províncias do Zaire e do Uíge em Angola, e no sudoeste do Gabão.
Os congos formam o maior grupo étnico do Congo-Brazavile e um dos principais nos outros dois países. Em 1975, sua população era estimada em 4.040.000.

## Etimologia
A origem do nome Kongo é incerta. Para o pesquisador Samuel Nelson, pode derivar do verbo local *konga*, que significa “reunir”. Para Alisa LaGamma, pode vir da palavra regional Nkongo, que significa “caçador” em sentido heróico.
O termo também aparece com variantes como Esikongo, Mucicongo, Mesikongo e Moxicongo nas literaturas colonial francesa, belga e portuguesa. No Caribe, missionários cristãos usaram o termo Bafiote para identificar escravizados congos da costa, especialmente do povo Vili.
Desde o início do século XX, o termo congo tem sido usado com mais frequência, sobretudo ao norte do rio Congo, para designar os falantes do congo e de línguas aparentadas.

## História

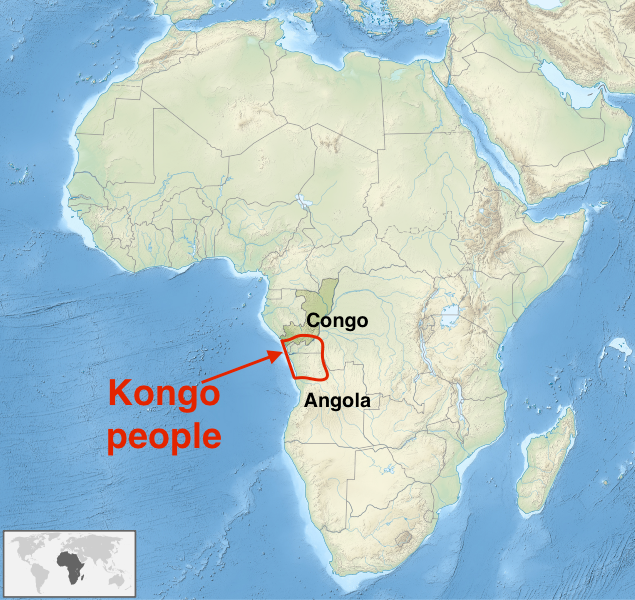
Distribuição aproximada do povo congo na África

Segundo Jan Vansina, a região do rio Congo foi ocupada há milênios, embora as primeiras evidências arqueológicas seguras, como o sítio de Tchissanga, datem de cerca de 600 a.C.
Já no século XIII, surgem pequenos reinos e principados, e no século XV, os portugueses registram a existência de um reino altamente organizado com capital em Mabanza Congo.
Os congos foram um dos primeiros povos africanos a acolher os portugueses em 1483 e converter-se ao cristianismo. Protestaram contra a escravidão nos anos 1510–1520, mas acabaram envolvidos no tráfico atlântico como vítimas e agentes, especialmente nos séculos XVII e XVIII. A partilha colonial da África no século XIX dividiu os congos entre os impérios português, belga e francês.
No século XX, os congos estiveram entre os grupos mais ativos nos movimentos de independência das ex-colônias.

### Reino do Congo

Mapa de Angola com os principais grupos étnicos. A área congo está no extremo nordeste, marcada na cor creme.

Segundo a tradição oral conga, o Reino do Congo foi fundado antes do século XIV, possivelmente ainda no século XIII.
O reino não seguia um modelo de sucessão hereditária como era comum na Europa, mas sim por eleição entre os nobres da corte conga. O rei precisava legitimar-se por meio do reconhecimento dos seus pares, da construção de consenso, do uso de insígnias e de rituais religiosos.
O reino possuía muitos centros comerciais próximos a rios e também no interior, espalhados por centenas de quilômetros, e tinha como capital a cidade de M'banza Congo, situada a cerca de 200 km da costa atlântica.
Os portugueses chegaram à costa da África Central, ao norte do rio Congo, entre 1472 e 1483, à procura de uma rota marítima para a Índia. Não encontraram portos ou oportunidades comerciais nessa região, mas ao sul do rio Congo encontraram o povo congo e seu reino, com governo centralizado, moeda própria (nzimbu) e mercados prontos para relações comerciais.
Os portugueses encontraram infraestrutura de transporte bem desenvolvida e uma sociedade aberta a trocas culturais. O rei da época, Nzinga a Nkuwu, aceitou voluntariamente o cristianismo e, ao ser batizado em 1491, adotou o nome português de João I.
Por volta de 1450, um profeta chamado Ne Buela Muanda teria profetizado a chegada dos portugueses e a escravização espiritual e física de muitos congos.
A partir de 1500, o comércio entre os congos e os portugueses se intensificou. O reino permitiu que os portugueses se instalassem na então desabitada ilha de São Tomé e enviou nobres congos à corte portuguesa. Os missionários converteram a elite local ao catolicismo e, no início do século XVI, o Reino do Congo tornou-se um reino cristão aliado de Portugal.

#### Os congos e o tráfico atlântico de escravizados
Inicialmente, o povo congo trocava marfim e objetos de cobre por produtos de luxo portugueses. No entanto, após 1500, a demanda portuguesa voltou-se para escravizados. Os colonos em São Tomé precisavam de mão de obra para as plantações de cana-de-açúcar e começaram a capturar pessoas do Congo. A partir de 1514, incitaram campanhas militares em regiões vizinhas para obter mais escravizados.
Sob influência portuguesa, o sistema de sucessão do Reino do Congo foi alterado: em 1509, abandonou-se a eleição entre nobres em favor da sucessão hereditária, levando à coroação de Afonso I do Congo, filho de João I.
A captura de escravizados causou grande desordem social entre os congos. O rei Afonso I chegou a escrever ao rei de Portugal protestando contra essas práticas, mas eventualmente passou a aceitar o envio de pessoas capturadas que consentissem com a escravidão, mediante o pagamento de taxas. A partir de 1520, cerca de 2.000 a 3.000 escravizados por ano eram exportados para as Américas — número ainda insuficiente para a alta demanda.
Os portugueses passaram a negociar com comerciantes nas fronteiras do reino, como na região da Lagoa Malebo, oferecendo bens de luxo em troca de pessoas escravizadas. Isso fomentou conflitos de fronteira e o surgimento de rotas de caravanas de escravizados que atravessavam etnias e territórios diversos, com participação ativa dos próprios congos.
Na década de 1560, o número de escravizados exportados ultrapassava 7.000 por ano. Essa dinâmica provocou reações violentas, como a Invasão dos Jagas em 1568, que devastou o reino, incendiou igrejas e quase destruiu M'banza Congo.
O povo congo criou canções de advertência contra os portugueses, como a célebre “Malele” (que significa “Tragédia”), cantada pela família Massembo na Guadalupe durante o ritual Grap a congo.
Com apoio militar português, o reino recuperou-se do ataque, mas o conflito gerou uma grande quantidade de cativos de guerra — muitos dos quais foram transformados em escravizados. A dependência do rei congo em relação à proteção portuguesa cresceu. Paralelamente, os rebeldes e povos africanos eram descritos pelos portugueses como “bárbaros canibais pagãos” do “Reino dos Jagas”, uma caricatura amplamente divulgada por traficantes de escravizados, missionários e cronistas coloniais para justificar moralmente o tráfico de seres humanos.

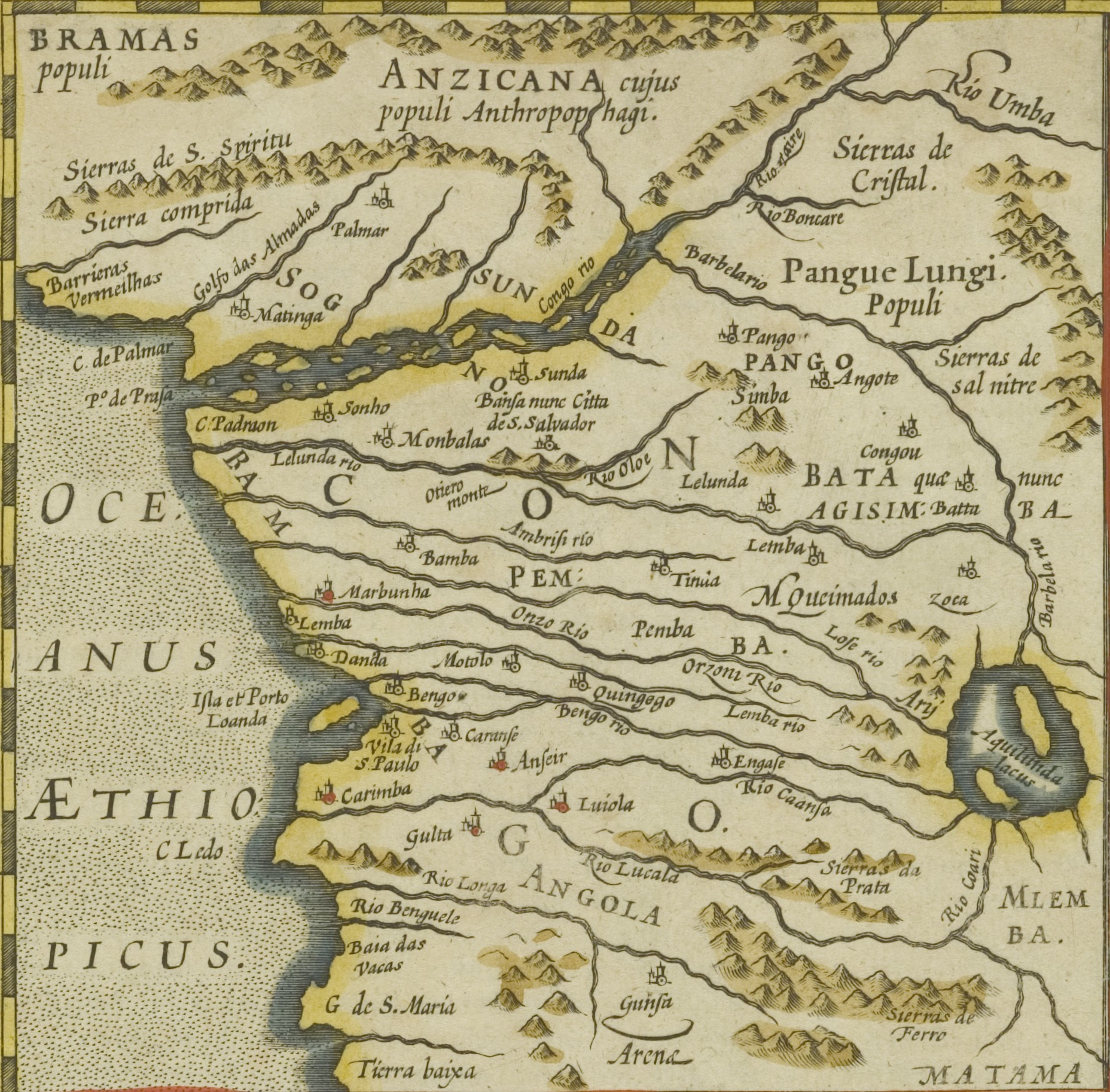
Mapa do Congo de 1595, impresso em 1623. O mapa enfatiza os rios e igrejas portuguesas. Marca a capital do povo do Congo como Citta de São Salvador.

Estudiosos modernos, como Estevam Thompson, demonstraram que há muita confusão entre os "Jagas originais", que deixaram a terra dos Yaka na margem oriental do rio Kwango e invadiram Mbata e M'banza Congo, e outras referências posteriores a "guerreiros Jagas" que percorriam o interior da África Centro-Ocidental e que, na verdade, eram diferentes grupos Mbangala. Outros estudiosos, como Joseph Miller, acreditam que essa desumanização unilateral dos povos africanos nos séculos XVI e XVII foi uma fabricação e um mito criados por missionários e traficantes portugueses para esconder seus abusos e intenções.
A partir da década de 1570, comerciantes europeus chegaram em grande número, e o tráfico de escravizados através do território do povo congo aumentou dramaticamente. O enfraquecido Reino do Congo continuou a enfrentar revoltas internas e violências resultantes das investidas e captura de escravos. Em 1575, os portugueses estabeleceram a cidade portuária de Luanda (atualmente em Angola), em cooperação com uma família nobre do Congo, para facilitar sua presença militar, operações africanas e o tráfico de pessoas.
O Reino do Congo e seu povo encerraram a cooperação com os portugueses na década de 1660. Em 1665, o exército português invadiu o Reino, matou o rei congo, desmantelou seu exército e instalou um substituto aliado.

### Outros reinos
A guerra entre o Congo e os portugueses em 1665 e o assassinato do rei hereditário pelas tropas portuguesas provocaram um vácuo político. O Reino do Congo se fragmentou em pequenos reinos, cada um controlado por nobres considerados aliados dos portugueses. Um desses reinos foi o Reino de Loango. Localizado ao norte, acima do rio Congo, Loango já era uma comunidade estabelecida do povo congo antes mesmo da guerra. Novos reinos surgiram nesse período, a partir das partes sudeste e nordeste do antigo Reino do Congo. A antiga capital do povo congo, São Salvador, foi incendiada e permaneceu em ruínas e abandonada em 1678. Os novos reinos fragmentados disputavam entre si fronteiras e direitos, inclusive com outros grupos étnicos vizinhos, gerando guerras e invasões recorrentes.
As guerras entre esses pequenos reinos criaram um fornecimento constante de cativos, alimentando tanto a demanda portuguesa por escravizados quanto a necessidade de arrecadação desses reinos para financiar os conflitos. No século XVIII, uma jovem batizada chamada Dona Beatriz Kimpa Vita afirmou estar possuída por Santo Antônio de Pádua e que visitava o céu para falar com Deus.
Ela começou a pregar que Maria e Jesus não nasceram em Nazaré, mas sim na África, entre o povo do Congo. Criou um movimento entre os congoleses, que os historiadores chamam de Antoninismo do Congo.
Dona Beatriz questionava as guerras que devastavam o povo congo, conclamava a todos a cessarem os conflitos que alimentavam o tráfico humano e a se unirem sob um único rei. Ela atraiu milhares de seguidores para as ruínas da antiga capital. Foi declarada falsa santa pelo rei congo Pedro IV, nomeado pelos portugueses, com apoio de missionários católicos portugueses e monges capuchinhos italianos. Com apenas 22 anos, Dona Beatriz foi presa e queimada viva na fogueira sob acusações de feitiçaria e heresia.

### Era colonial

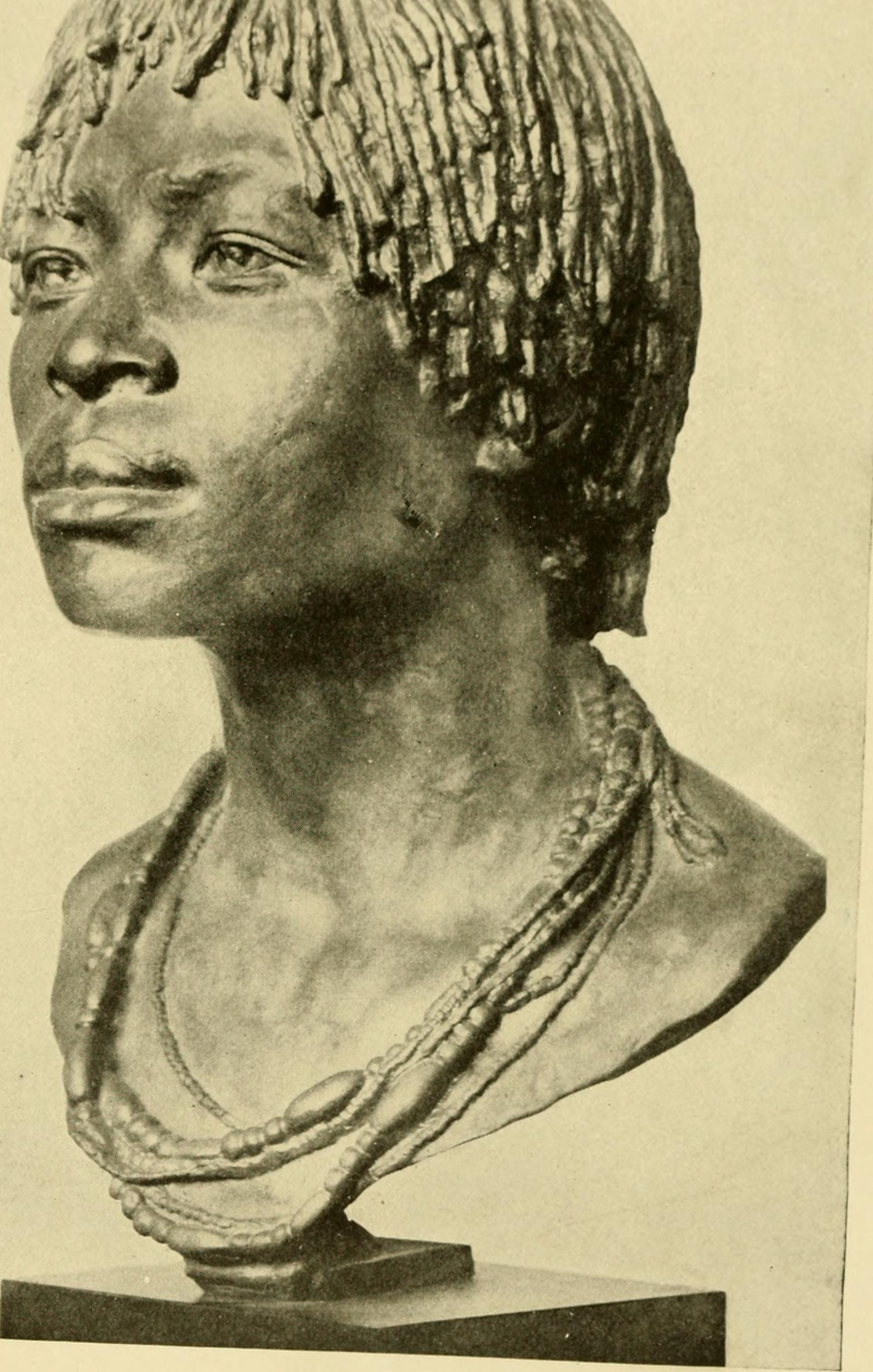
Busto de mulher congo de 1910

Após a morte de Dona Beatriz em 1706 e mais três anos de guerras com ajuda portuguesa, Pedro IV conseguiu recuperar grande parte do antigo Reino do Congo. No entanto, os conflitos continuaram ao longo do século XVIII, e a demanda por escravizados – tanto do povo congo quanto de outros grupos – aumentou, alimentando as caravanas rumo aos portos atlânticos. Embora, nos documentos portugueses, todos os congos estivessem tecnicamente sob um único soberano, isso já não correspondia à realidade a partir da metade do século XVIII. O povo do Congo estava dividido em regiões lideradas por famílias nobres locais.
O cristianismo voltou a crescer, com novas capelas, serviços religiosos regulares, missões de diferentes seitas cristãs em expansão e rituais eclesiásticos incorporados à sucessão real. Houve crises de sucessão e conflitos após a morte de governantes locais, com eventuais golpes como o de Henrique III contra André II, geralmente resolvidos com intervenção portuguesa, e esse padrão se manteve até meados do século XIX.
Após a morte de Henrique III em 1857, surgiram disputas pelo trono entre seus parentes. Um deles, Pedro Elelo, ganhou a confiança dos militares portugueses ao declarar-se vassalo de Portugal. Isso marcou o fim de qualquer soberania anteriormente reconhecida e a incorporação definitiva do povo congo ao domínio colonial português.
| Região                           | Total embarcado | Total desembarcado |
| -------------------------------- | --------------- | ------------------ |
| África centro-ocidental          | 5,69 milhões    |                    |
| Baía de Biafra                   | 1,6 milhão      |                    |
| Baía do Benim                    | 2,00 milhões    |                    |
| Costa do Ouro                    | 1,21 milhão     |                    |
| Costa do Vento                   | 0,34 milhão     |                    |
| Serra Leoa                       | 0,39 milhão     |                    |
| Senegâmbia                       | 0,76 milhão     |                    |
| Moçambique                       | 0,54 milhão     |                    |
| Brasil (América do Sul)          |                 | 4,7 milhões        |
| Demais regiões da América do Sul |                 | 0,9 milhão         |
| Caribe                           |                 | 4,1 milhões        |
| América do Norte                 |                 | 0,4 milhão         |
| Europa                           |                 | 0,01 milhão        |

Com o aumento da presença de missionários cristãos e bens de luxo, também cresceu a captura e exportação de pessoas escravizadas pelos territórios congos. Com mais de 5,6 milhões de pessoas sequestradas na África Central e transportadas através do território congo, essa foi a maior exportação de seres humanos da África para as Américas até 1867.
Segundo Jan Vansina, "toda a economia de Angola e suas instituições de governo baseavam-se no tráfico de escravizados" nos séculos XVIII e XIX, até que esse comércio foi proibido à força na década de 1840. A proibição foi fortemente contestada por portugueses e luso-africanos (descendentes de portugueses e africanos), afirma Vansina. O tráfico de escravizados foi gradualmente substituído, na década de 1850, pelo comércio de marfim, utilizando as antigas rotas de caravanas e grupos não-congos como os chocué para a caça de elefantes, com mão de obra conga.
Missionários suecos chegaram à região entre as décadas de 1880 e 1890, convertendo o nordeste do território do Congo ao protestantismo no início do século XX. O missionário Karl Laman incentivou os povos locais a registrarem sua história e costumes em cadernos, que se tornaram base para sua famosa etnografia. O dialeto local também foi fixado por meio do dicionário de congo compilado por Laman.
No século XIX, o povo congo fragmentado foi anexado por três impérios coloniais europeus durante a Partilha da África e a Conferência de Berlim. As partes mais ao norte foram para a França (hoje Congo-Brazavile e Gabão), a parte central ao longo do rio Congo e o interior foram para a Bélgica (atual Congo-Quinxassa), e a porção sul (hoje Angola) permaneceu sob controle de Portugal. O povo congo dessas três colônias tornou-se um dos mais ativos na luta pela descolonização africana, colaborando com outros grupos étnicos na libertação e autogoverno das três nações.
As regiões colonizadas pela França e pela Bélgica tornaram-se independentes em 1960. Angola conquistou sua independência em 1975.

## Criação e cosmologia

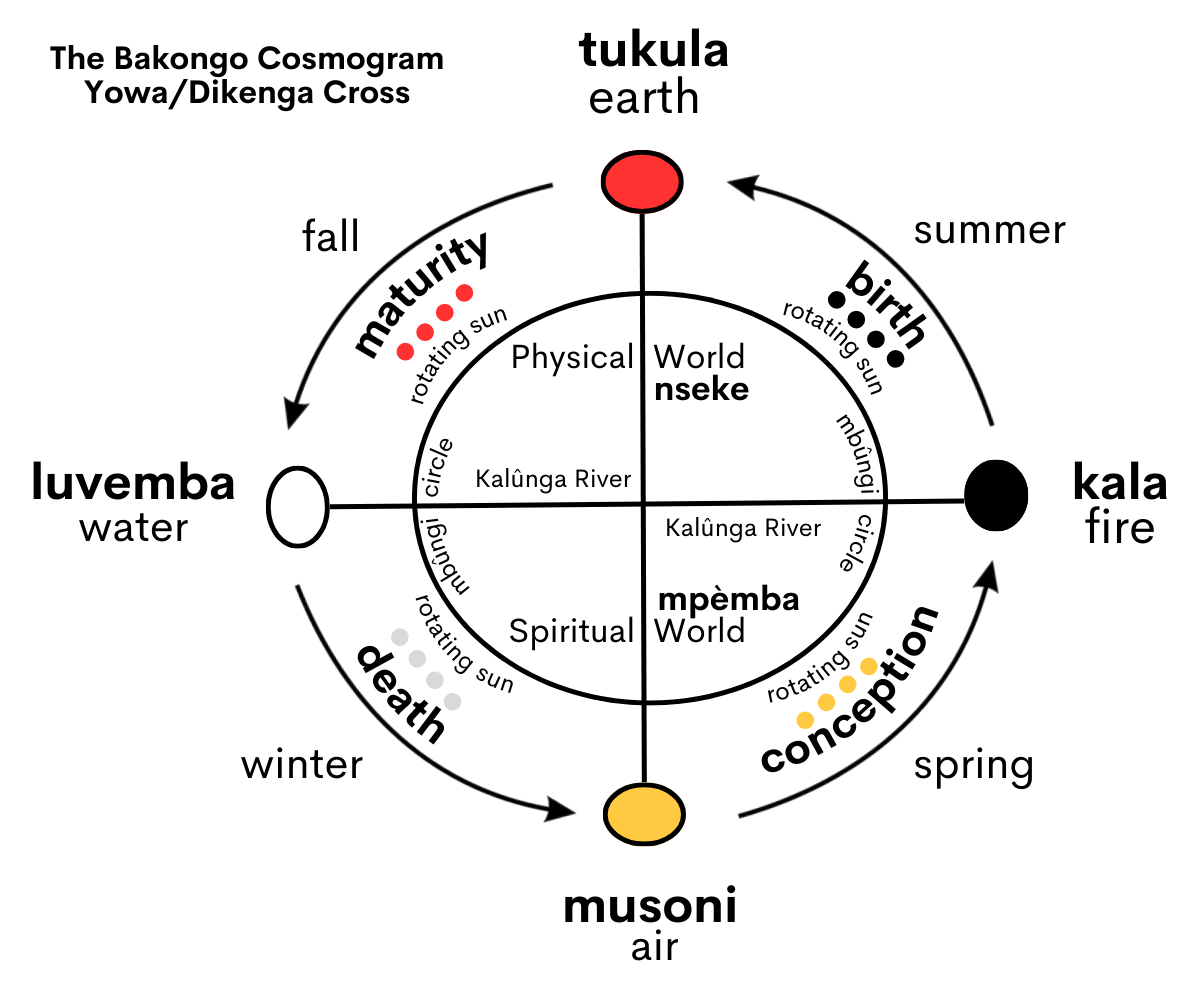
O Yowa, ou Cruz Dikenga, é um símbolo na espiritualidade congo que representa o mundo físico, o mundo espiritual (ancestral), a linha Kalûnga que separa os dois, e os quatro momentos do sol.

Os congos acreditam que, no início, o mundo era um vazio circular, chamado mbûngi, sem vida. O Nzambi Mpungu, o deus supremo criador, invocou uma grande força de fogo chamada Kalûnga, que preencheu esse círculo vazio. Kalûnga aqueceu o mbûngi e, ao esfriar, formou a Terra, que, após passar por quatro estágios, tornou-se um planeta verde cheio de vida. Os estágios são: surgimento do fogo; fase vermelha (queima e moldagem); fase cinzenta (resfriamento, sem vida); e fase verde (maturidade e suporte à vida).

Segundo Molefi Kete Asante:
“Outra característica importante da cosmologia congo é o sol e seus movimentos. O nascer, auge, pôr e ausência do sol fornecem o padrão essencial da cultura religiosa congo. Esses ‘quatro momentos do sol’ correspondem às quatro fases da vida: concepção, nascimento, maturidade e morte. Para os congos, tudo passa por esses estágios… Este ciclo vital é representado por um círculo com uma cruz interna. No cosmograma ou dikenga, o ponto de encontro das duas linhas da cruz é o mais poderoso, onde a pessoa se posiciona.”
A criação do ser humano, ou muntu, também segue os quatro momentos do sol:
- Musoni – concepção espiritual e física na barriga da mãe (sol nascente);

- Kala – nascimento, equivalendo ao sol no auge;

- Tukula – maturidade, domínio da vida, propósito e espiritualidade;

- Luvemba – morte física e transição ao mundo espiritual (Nu Mpémba), juntando-se aos ancestrais (bakulu).[47][49]

Por possuírem uma “alma-mente dupla” (mwèla‑ngindu), os humanos vivem simultaneamente nos mundos físico e espiritual ao longo dessas fases. Mesmo em Nu Mpémba, a existência continua plena enquanto preparam-se para um novo ciclo de Kala. A lateralidade do corpo ganha significado: lado direito masculino, lado esquerdo feminino, reforçando a dualidade do muntu. Para os congos, uma pessoa é um kala‑zimikala, um “ser vivo‑morrendo‑vivo.”
O simbi (plural: bisimbi) é um espírito d’água associado a rios, lagos e rochas, responsável por guiar os bakulu ao longo da linha Kalûnga até o mundo espiritual. Esses espíritos também participam de batismos em tradições afro-americanas como o Hoodoo.

## Religião
A história religiosa do povo congo é complexa, especialmente após a adoção do cristianismo pela elite dirigente do Reino do Congo no início do século XVI. Segundo o historiador John K. Thornton,
“Os africanos centrais provavelmente nunca concordaram entre si sobre o que é, em detalhes, sua cosmologia — resultado do que chamei de processo de revelação contínua e sacerdócio precário.”
O povo congo possuía crenças religiosas diversas, com ideias tradicionais mais desenvolvidas na região norte do território congo-falante, que resistiu à cristianização e à escravidão até o século XIX. Existem descrições abundantes sobre as crenças religiosas congo em registros de missionários católicos e colonizadores, mas Thornton adverte que esses relatos são enviesados e de confiabilidade limitada.
Os congos acreditavam em um deus supremo chamado Zambi sua contraparte feminina chamada Nzambici, e em vários espíritos da natureza, conhecidos como simbis, inquices, inquitas e quilundus.
Na tentativa de converter os congos ao catolicismo, os missionários portugueses associaram Zambi ao Deus cristão. Termos da língua conga foram usados para transmitir conceitos cristãos, como inquice (que originalmente se referia a forças sagradas ou objetos de poder), agora significando "santo". Assim, igreja passou a ser chamada de anzo de inquice ("santuário"), e a Bíblia de mucanda inquice ("encantamento consagrado").
Mesmo após a conversão oficial ao cristianismo, os congos mantiveram templos e santuários chamados quiteques onde cultuavam divindades menores protetoras de rios, plantações e montanhas. Esses cultos persistiram tanto nas capitais cristãs quanto nas aldeias rurais.

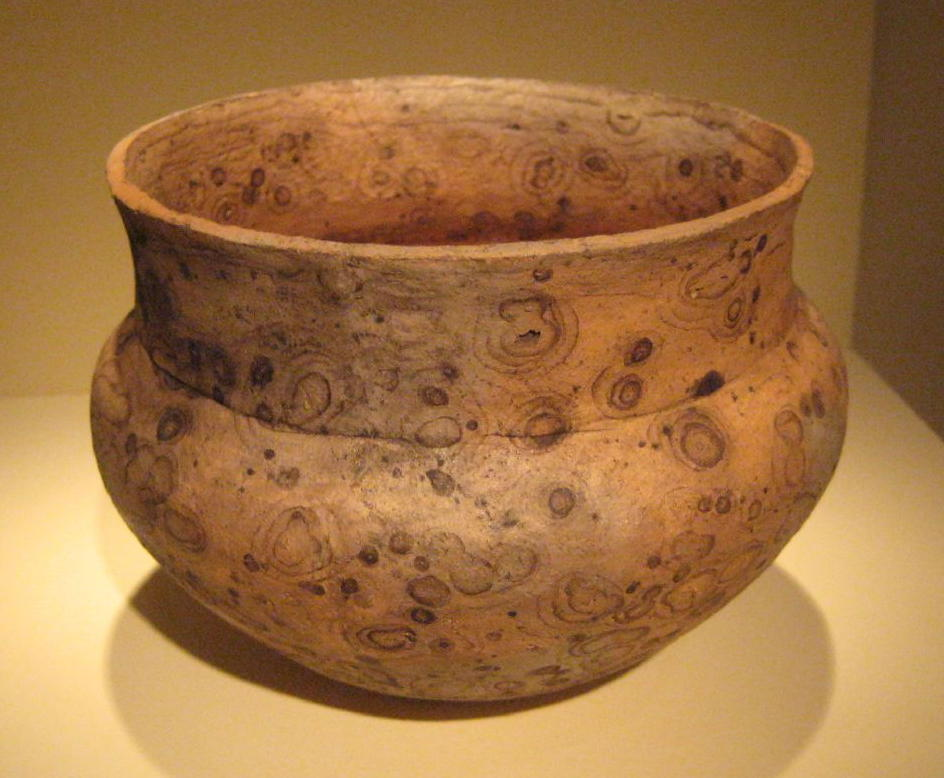
Tigela conga no Museu Nacional de Arte Africana, Washington, DC

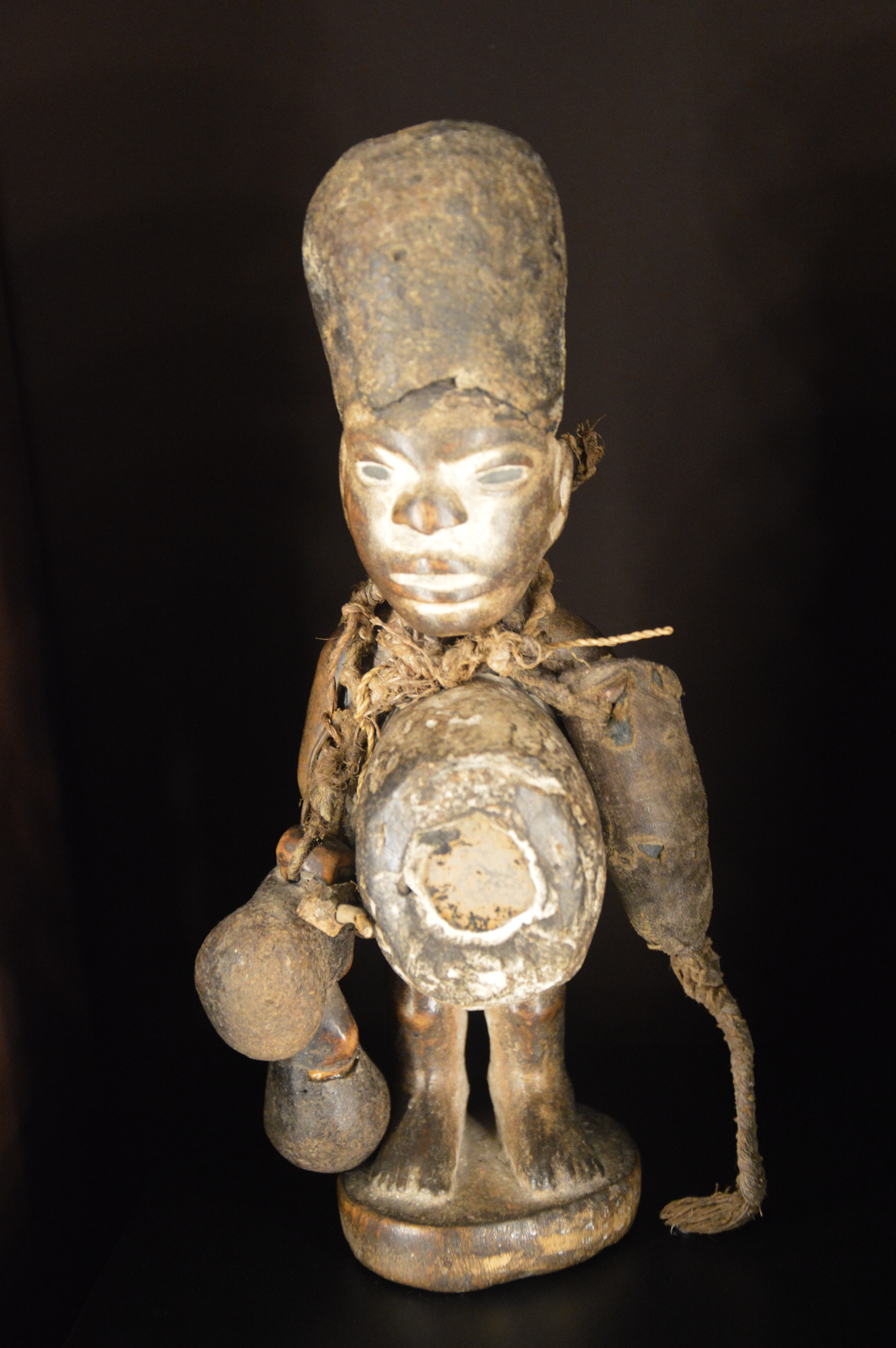
Nkisi nkondi do povo congo; nkisi significa sagrado.

No final do século XVII, 150 anos após a aceitação do cristianismo como religião oficial do Reino do Congo, missionários portugueses e frades capuchinhos se mostraram perplexos com a continuidade desses cultos. Alguns ameaçaram destruir os santuários, mas o povo os defendia, pois os considerava fonte de abundância e prosperidade.
A conversão conga ao cristianismo partiu de premissas distintas da visão europeia, e ideias sincréticas persistiram por séculos.
Segundo relatos coloniais, os congos reverenciavam seus ancestrais e espíritos. Alguns raspavam a cabeça para facilitar o pouso dos espíritos.
Contudo, antropólogos relatam variações regionais. Dunja Hersak, por exemplo, afirma que os povos Vili e Yombe atribuem menos importância ao culto dos ancestrais do que os grupos mais ao sul. Ela e John Janzen apontam ainda mudanças nas crenças ao longo do tempo.
Escravizados levados às Américas pelos europeus carregaram consigo essas crenças. Hein Vanhee sugere que a Quimbanda, religião afro-brasileira, é uma manifestação das religiões bantas no Novo Mundo, e que o cristianismo congo contribuiu para a formação do Vodu no Haiti.

## Genética
O haplogrupo L2a, uma linhagem mitocondrial (mtDNA), é comum no Congo-Quinxassa entre os povos bantos, incluindo os congos.
O haplogrupo E1b1a8 é o clado mais comumente encontrado no cromossomo Y.

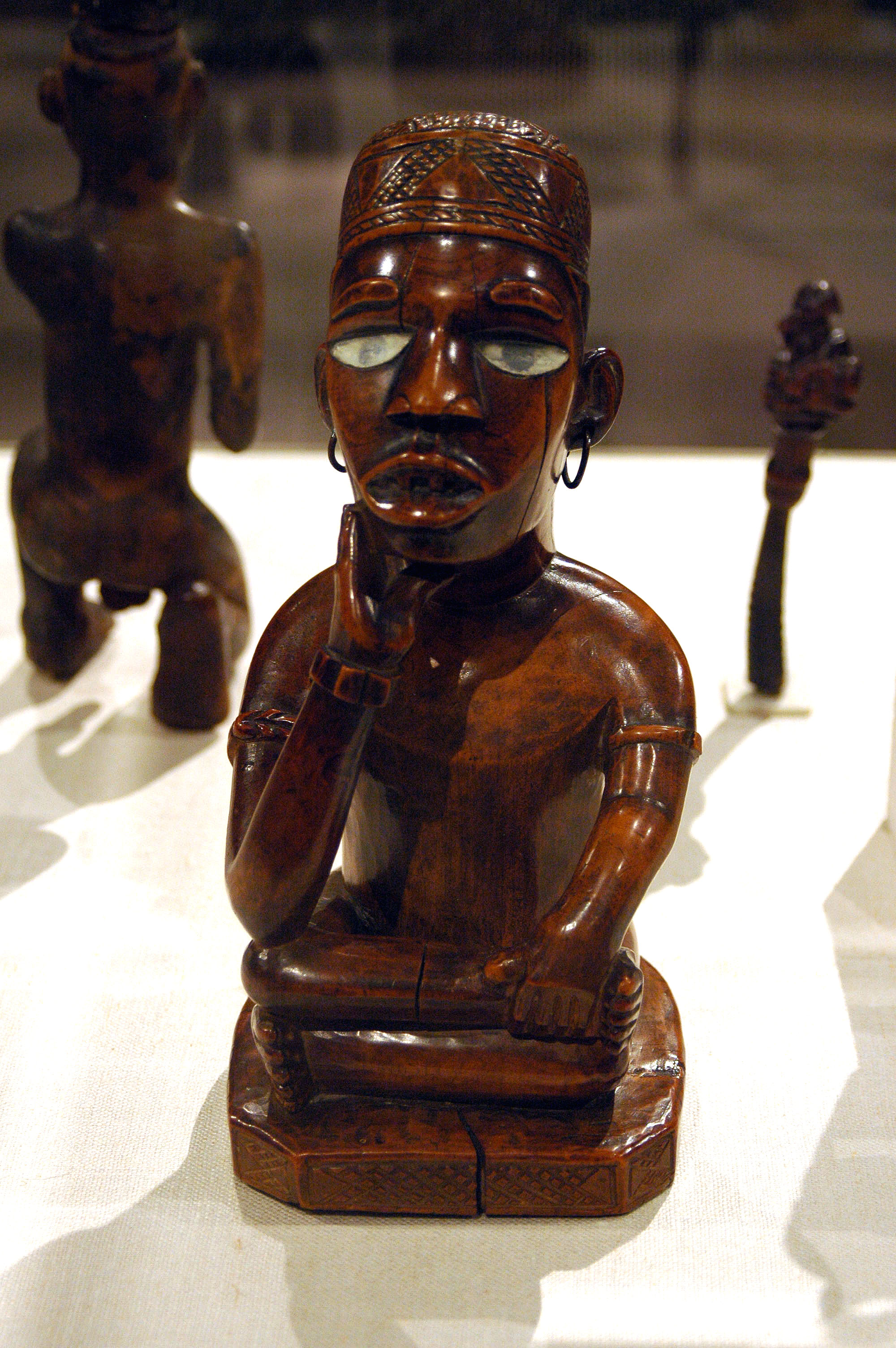
Figura de homem sentado, arte congo.

## Nacionalismo
A ideia de uma unidade conga surgiu no início do século XX, especialmente por meio de publicações em jornais nos diversos dialetos da língua conga. Em 1910, Kavuna Kafwandani (Kavuna Simão) publicou um artigo no jornal missionário sueco em congo Misanü Miayenge ("Palavras de Paz") conclamando todos os falantes da língua congo a reconhecerem sua identidade comum.
Os congos têm expressado rivalidades étnicas e sentimentos nacionalistas através de esportes como o futebol. Os jogos são organizados por equipes étnicas e os torcedores apoiam seus times conforme essas divisões, como em partidas entre os povos poto-poto e os congos. Contudo, em competições internacionais, essas barreiras étnicas são superadas como forma de afirmar sua independência frente à igreja e ao Estado, segundo Phyllis Martin.

## Personalidades

### Política, exército e resistência
- Nzinga Nkuwu
- Pedro II do Congo
- Afonso I Nzinga Mvemba, primeiro rei cristão do Reino do Congo
- Garcia I do Congo
- Kimpa Vita, profetisa do Reino do Congo
- Simão Kimbangu, profeta nacional e resistente
- André Matswa, líder independentista
- Joseph Kasa-Vubu, primeiro presidente do Congo-Quinxassa
- Fulbert Youlou, primeiro presidente do Congo-Brazavile
- Kimbwandènde Kia Bunseki Fu-Kiau, antropólogo, historiador e educador congo[65]
- Holden Roberto, líder independentista de Angola
- Justine Kasa-Vubu, filha do primeiro presidente congolês
- Léopold Massiala, ex-general na RDC
- Marcellin Lukama, ex-general do exército congolês
- Ange Diawara, militar congolês
- Olive Lembe di Sita, esposa de Joseph Kabila
- Daniel Kanza, líder independentista e primeiro governador de Kinshasa
- Sophie Kanza, primeira mulher ministra do Congo-Quinxassa
- Thomas Kanza, político congolês
- Daniel Safu, deputado nacional
- Alphonse Massamba-Débat, segundo presidente do Congo-Brazavile
- Gaston Diomi Ndongala, primeiro prefeito da comuna de Ngiri-Ngiri
- Eugène Diomi Ndongala
- Christelle Vuanga, deputada nacional
- Abdoulaye Yerodia Ndombasi, ex-vice-primeiro-ministro da RDC
- Paul Panda Farnana, primeiro acadêmico e agrônomo congolês
- Albert Fabrice Puela, político e ministro congolês
- Bundu dia Kongo, movimento político-religioso
- Frente de Libertação do Enclave de Cabinda, movimento separatista
- Marie-Madeleine Mienze Kiaku, política congolesa
- Luzolo Bambi, ex-conselheiro de Joseph Kabila
- Associação dos Bacongos para a Unificação, a Conservação e o Desenvolvimento da Língua Congo (Abako), partido político

### Artes e entretenimento
- Arsenio Rodríguez, músico afro-cubano, criador da rumba moderna
- Benny Moré, músico afro-cubano
- Jossart N'Yoka Longo, cantor e compositor congolês, líder da banda Zaïko Langa Langa
- Wifredo Lam, artista cubano